# أرماندو ساديكو
أرماندو ساديكو (ألبانية: Armando Sadiku؛ مواليد 27 مايو 1991) هو لاعب كرة قدم ألباني محترف يجيد اللعب كمهاجم مع نادي ملقا في دوري الدرجة الثانية الإسباني ومنتخب ألبانيا. استدعى المدرب الجديد للمنتخب الأول جاني دي بيازي، ساديكو لخوض ودية ضد جورجيا في 29 فبراير 2012 على ملعب ميخائيل ميسخي في تبليسي.

## وصلات خارجية
- أرماندو ساديكو على موقع الاتحاد الدولي (مؤرشف)  (الإنجليزية)
- أرماندو ساديكو على موقع الاتحاد الأوربي (الإنجليزية)
- أرماندو ساديكو على موقع اتحاد تركيا (لاعب) (الإنجليزية)
- أرماندو ساديكو على موقع قاعدة بيانات كرة القدم.إي يو (الإنجليزية)
- أرماندو ساديكو على موقع بيانات كرة القدم. دي إي (الألمانية)
- أرماندو ساديكو على موقع ناشيونال فوتبول تيمز (الإنجليزية)
- أرماندو ساديكو على موقع Soccerbase.com (لاعب) (الإنجليزية)
- أرماندو ساديكو على موقع Soccerway.com (الإنجليزية)
- أرماندو ساديكو على موقع عالم كرة القدم.نت (الإنجليزية)
- أرماندو ساديكو على موقع كووورة